# Kelly Martínez Taborda
Kelly Ximena Martínez Taborda (8 de agosto de 1986) é uma importante atleta colombiana da modalidade patinação de velocidade que foi campeã sul-americana em Medellín 2010.
A trajetória esportiva de Kelly Ximena Martínez Taborda se identifica por sua participação nos seguintes eventos nacionais e internacionais:

## Jogos Sul-Americanos
Foi reconhecido o seu triunfo por ser a quarta atleta com mais medalhas da delegação da  Colômbia nos jogos de Medellín 2010.

### Jogos Sul-Americanos de Medellín 2010
Por seu desempenho na nona edição dos Jogos, foi destaque por ser a sexta atleta com o maior de número de medalhas entre todos os participantes do evento, com um total de 7 medalhas:

- , Medalha de ouro: Pontos 10000m estrada feminino
- , Medalha de ouro: Patinação de velocidade Maratona estrada feminino
- , Medalha de ouro: Patinação de velocidade Pontos + Eliminação 10000m pista feminino
- , Medalha de ouro: Patinação de velocidade Revezamento 3000m pista feminino
- , Medalha de ouro: Patinação de velocidade Revezamento 5000m estrada feminino
- , Medalha de prata: Patinação de velocidade Eliminação 20000m estrada feminino
- , Medalha de prata: Patinação de velocidade Eliminação 15000m pista feminino